# Syngliocladium cleoni
Syngliocladium cleoni är en svampart som först beskrevs av Wize, och fick sitt nu gällande namn av Petch 1942. Syngliocladium cleoni ingår i släktet Syngliocladium och familjen Ophiocordycipitaceae.   Inga underarter finns listade i Catalogue of Life.